# 维登大街
维登大街（Wiedner Hauptstraße）位于维也纳的维登区（第四区）和玛格丽滕区（第五区），是自罗马时代以来维也纳一条重要的历史通道（克恩滕大街 - 维登大街 - 的里雅斯特街）的一部分。
这条古老的街道是维登区的中心，两侧保留有众多19世纪历史建筑。